# Grézian
Grézian ist eine französische Gemeinde mit 82 Einwohnern (Stand 1. Januar 2022) im Département Hautes-Pyrénées in der Region Okzitanien (vor 2016: Midi-Pyrénées). Sie gehört zum Arrondissement Bagnères-de-Bigorre und zum Kanton Neste, Aure et Louron.
Die Einwohner werden Grézianais und Grézianaises genannt.

## Geographie
Grézian liegt 17 Kilometer nördlich des Pyrenäenhauptkammes, der die Grenze zu Spanien markiert, und circa 27 Kilometer südöstlich von Bagnères-de-Bigorre.
Umgeben wird Grézian von den sechs Nachbargemeinden:
|         | Cadéac                                      | Lançon |
| Ancizan | Kompassrose, die auf Nachbargemeinden zeigt |        |
| Guchen  | Bazus-Aure                                  | Gouaux |

Grézian liegt im Einzugsgebiet des Flusses Garonne oberhalb des rechten Ufers der Neste, einem seiner Nebenflüsse.
Der Ruisseau de Gouaux entspringt in der Nachbargemeinde Gouaux, durchquert das Gebiet von Grézian und mündet in der Nähe des Zentrums der Gemeinde in die Neste.

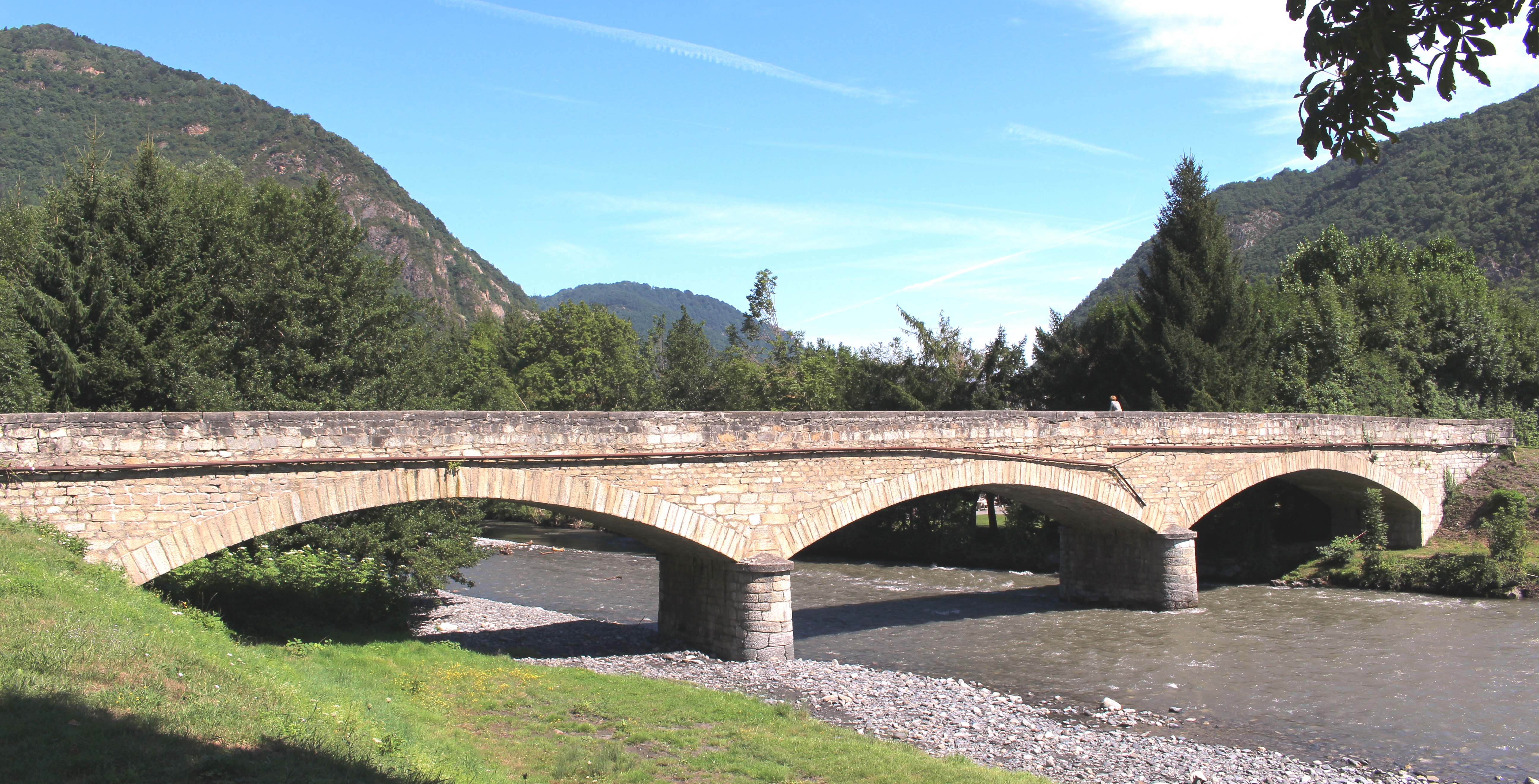
Brücke über die Neste

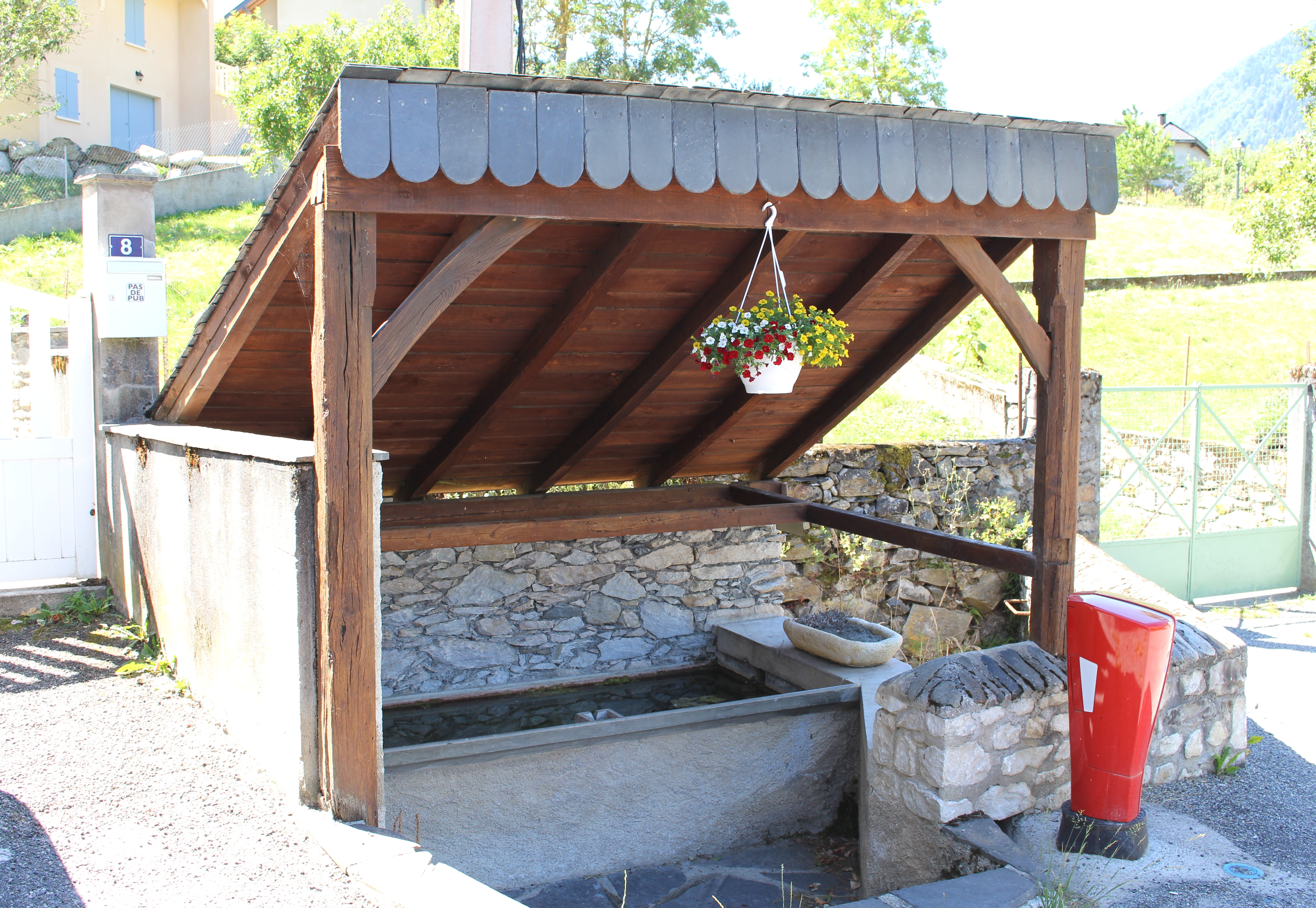
Waschhaus

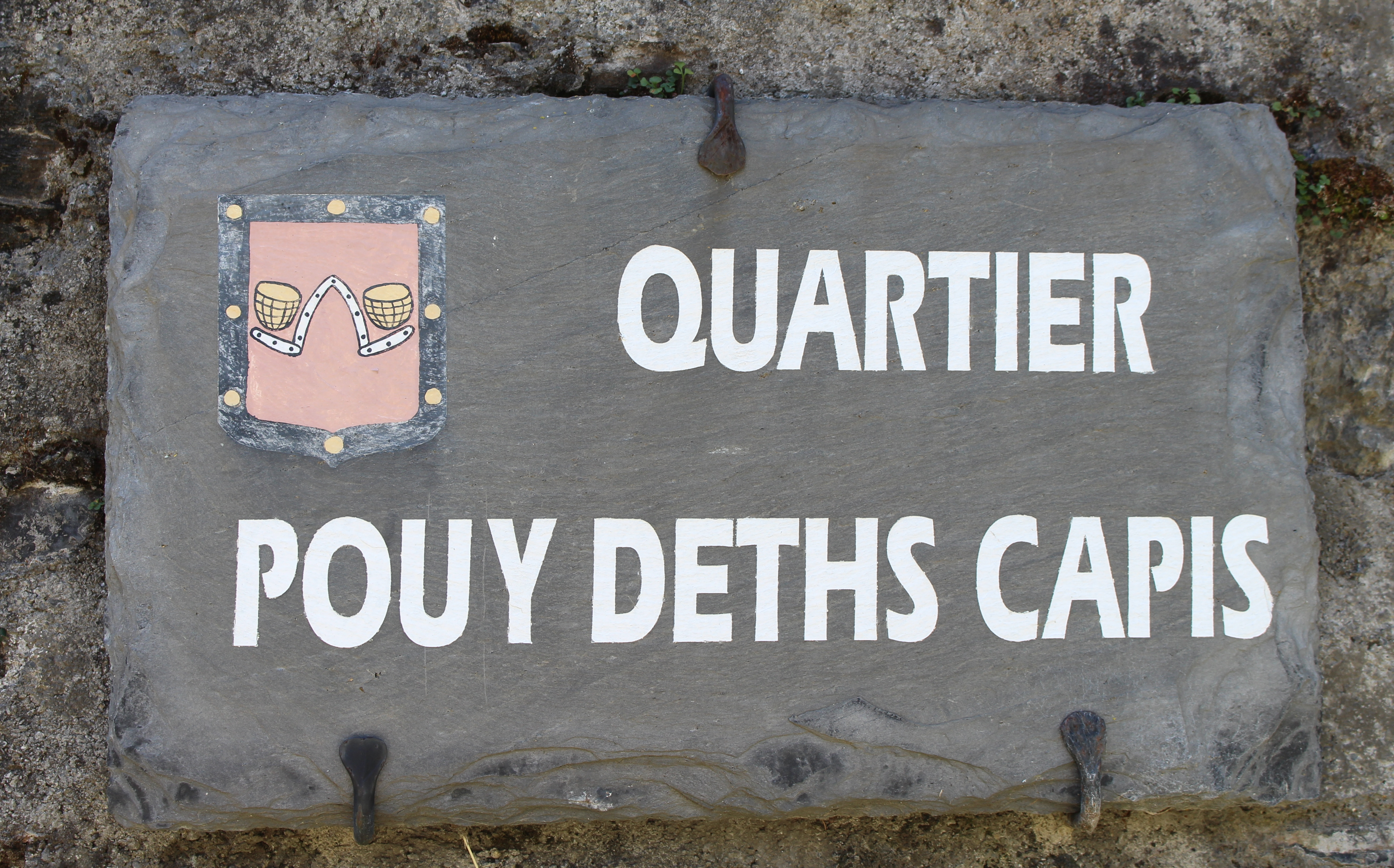
Straßenschild

## Geschichte
Die Grundherrschaft hatte ihren Sitz in der Gemeinde mit einer Burg, die heute verschwunden ist. Sie gehörte zunächst der Familie Haget, später verschiedenen Kaufleuten des Tals. Grézian bildete mit den Gemeinden Ancizan, Cadéac und Guchen einen Weideverbund, genannt Quatre Véziaux (deutsch vier Nachbarn), dessen Ursprünge bis in das 13. Jahrhundert zurückgehen. Das gemeinsame Weideland erstreckt sich auf 2770 Hektar oberhalb des Campan-Tals auf dem Gebiet der Gemeinde Ancizan.
Im nördlichen Gebiet der Gemeinde Grézian an der Stelle mit dem Flurnamen Coume de Balugue befand sich ein Kalksteinbruch, der lange Zeit betrieben wurde und Baumaterial für beispielsweise größere Gebäude in Arrau im 18. und für Kirchen im 19. Jahrhundert lieferte. Die Textilerzeugung im Ort dauerte bis zum Ende des 19. Jahrhunderts mit einer Spinnerei, die mehr als 20 Arbeiter im Jahre 1850 beschäftigte.

## Toponymie
Der okzitanische Name der Gemeinde heißt Gredian. Seinen Ursprung hat er von einem Landgut in der Antike. Er leitet sich vom lateinischen Eigennamen Gratius oder Graecinius mit dem Suffix -anum („Landgut des Gratius“ bzw. „Landgut des Graecinius“) ab.
Ein Spitzname der Bewohner der Gemeinde lautet Eths corbelhons de Gredia (deutsch die Körbchen von Grézian), ein Hinweis auf die Körbe an den Packsättel der Esel, die früher zum Transport aller Waren verwendet wurden. Sie fanden auch Aufnahme in das Wappen der Gemeinde.
Toponyme und Erwähnungen von Grézian waren:
- Bernat Col de Grisigna und Bernard Col de Grizinga (gegen 1125, Kopialbuch der Grafschaft Bigorre),
- Jordan de Grisigna und Grizigna (gegen 1180, Kopialbuch der Grafschaft Bigorre),
- De Gresinhano und de Gresilhano (1387, Kirchenregister von Tarbes),
- Grezian (1750 und 1793 und 1801, Karte von Cassini bzw. Notice Communale),
- Greziau (1801, Bulletin des lois).[4][5][6]

## Einwohnerentwicklung
Nach Beginn der Aufzeichnungen stieg die Einwohnerzahl bis zur ersten Hälfte des 19. Jahrhunderts auf einen Höchststand von 220. In der Folgezeit sank die Größe der Gemeinde bei kurzen Erholungsphasen bis zu den 1980er Jahren auf den tiefsten Stand von 60 Einwohnern, bevor sich eine relativ kurze Wachstumsphase einstellte, die sie in der ersten Dekade des 19. Jahrhunderts auf rund 90 Einwohner steigen ließ, um anschließend wieder zu fallen.
| Jahr      | 1962 | 1968 | 1975 | 1982 | 1990 | 1999 | 2006 | 2011 | 2022 |
| --------- | ---- | ---- | ---- | ---- | ---- | ---- | ---- | ---- | ---- |
| Einwohner | 101  | 100  | 94   | 60   | 64   | 78   | 89   | 94   | 82   |

## Sehenswürdigkeiten

### Pfarrkirche Saint-Just-et-Saint-Pasteur
Sie ist den Heiligen Justus und Pastor geweiht, die gleichzeitig die Schutzpatrone der Gemeinde sind. Ihre Ursprünge liegen in der Romanik des 12. Jahrhunderts, zu erkennen an ihrer halbrunden Apsis. In der zweiten Hälfte des 16. Jahrhunderts wurde ein nördliches Seitenschiff hinzugefügt, das mit einem Kreuzrippengewölbe versehen ist. Dies erfolgte wahrscheinlich in zwei Schritten. Zuerst wurde eine Seitenkapelle Notre-Dame-de-Pitié neben dem Chor durch den Maurer Pierre Treschat angebaut, dann anschließend im Jahre 1586 eine zweite Seitenkapelle an der Seite des Glockenturms durch den Maurer Joan Baiso hinzugefügt. Der Schlussstein der Kapelle Notre-Dame-de-Pitié ist mit einem nicht näher zu identifizierenden Wappen verziert, das den Seigneurs von Grézian gehören könnte. Die Jahreszahl „1586“ ist auf dem Schlussstein des zweiten Jochs zu erkennen. Das Hauptschiff ist mit einem korbbogenförmigen Gewölbe versehen, der Chor mit einem Kesselgewölbe. Die Wände des Langhauses wurden zur gleichen Zeit erneuert, wie an dem Fenster an der Südseite zu sehen ist, das mit einem Kielbogen verschönert wurde. Das romanische Eingangsportal ebenfalls an der Südseite ist an seinem Platz geblieben mit Ausnahme des Tympanons, das heute über den Eingang des Friedhofs versetzt ist. Die Kirche wurde durch das Erdbeben am 5. Dezember 1855 beschädigt und im Jahre 1856 gesichert. Die Inneneinrichtung wurde bei dieser Gelegenheit überarbeitet. Der frühere Glockengiebel wurde zu einem viereckigen Glockenturm umgewandelt, der teilweise mit Schiefer gedeckt ist und einen viereckigen Helm besitzt. In jüngster Zeit wurde der Außenputz der Wände des Kirchengebäudes entfernt und erlaubt nunmehr den Blick auf die Bruchsteine.
Das Kircheninnere birgt eine Vielzahl von Ausstattungsstücken, vier sind vom französischen Kultusministerium als Monument historique klassifiziert:
- eine Skulptur aus Holz aus dem Jahr 1776 mit der Darstellung der Pietà,
- ein Kruzifix aus bemaltem und vergoldetem Holz aus dem frühen 17. Jahrhundert,
- ein Flachrelief aus Holz aus dem 17. Jahrhundert mit der Darstellung von Mariä Aufnahme in den Himmel und
- eine Statue aus bemaltem Holz aus dem Ende des 13. Jahrhunderts oder dem Anfang des 14. Jahrhunderts mit der Darstellung Marias und dem Jesuskind.[9]

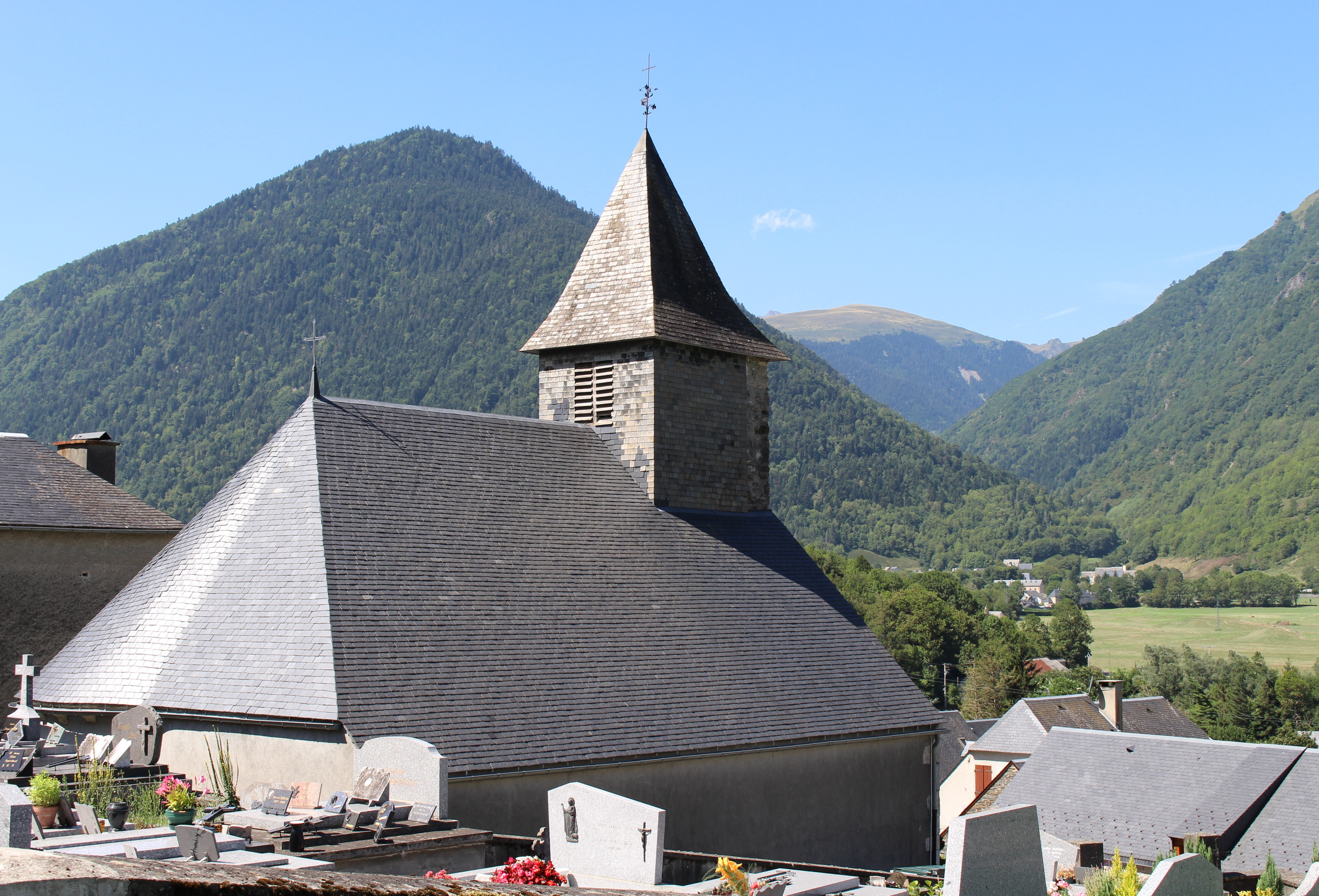
Pfarrkirche Saint-Just-et-Saint-Pasteur
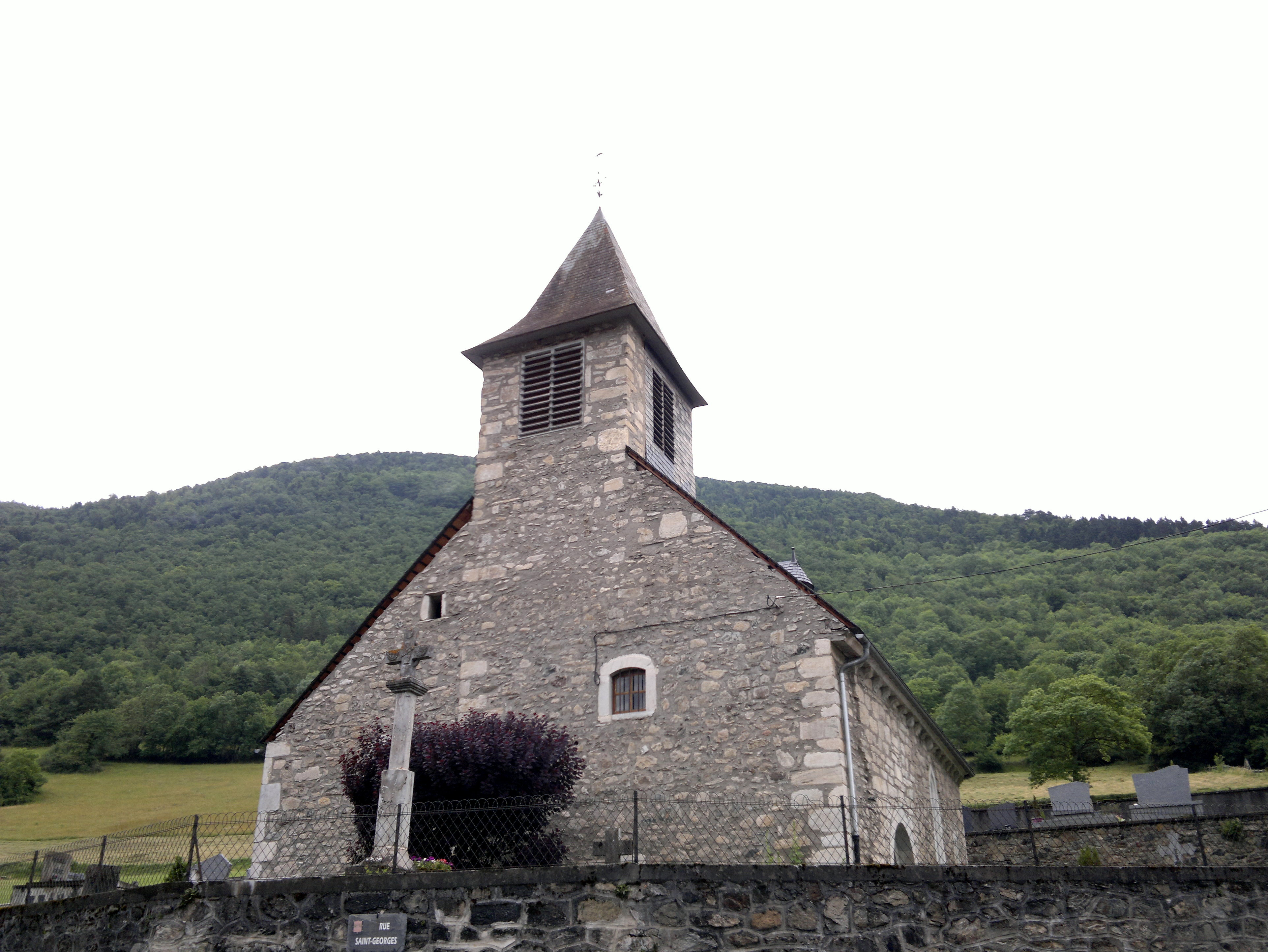
Westfassade
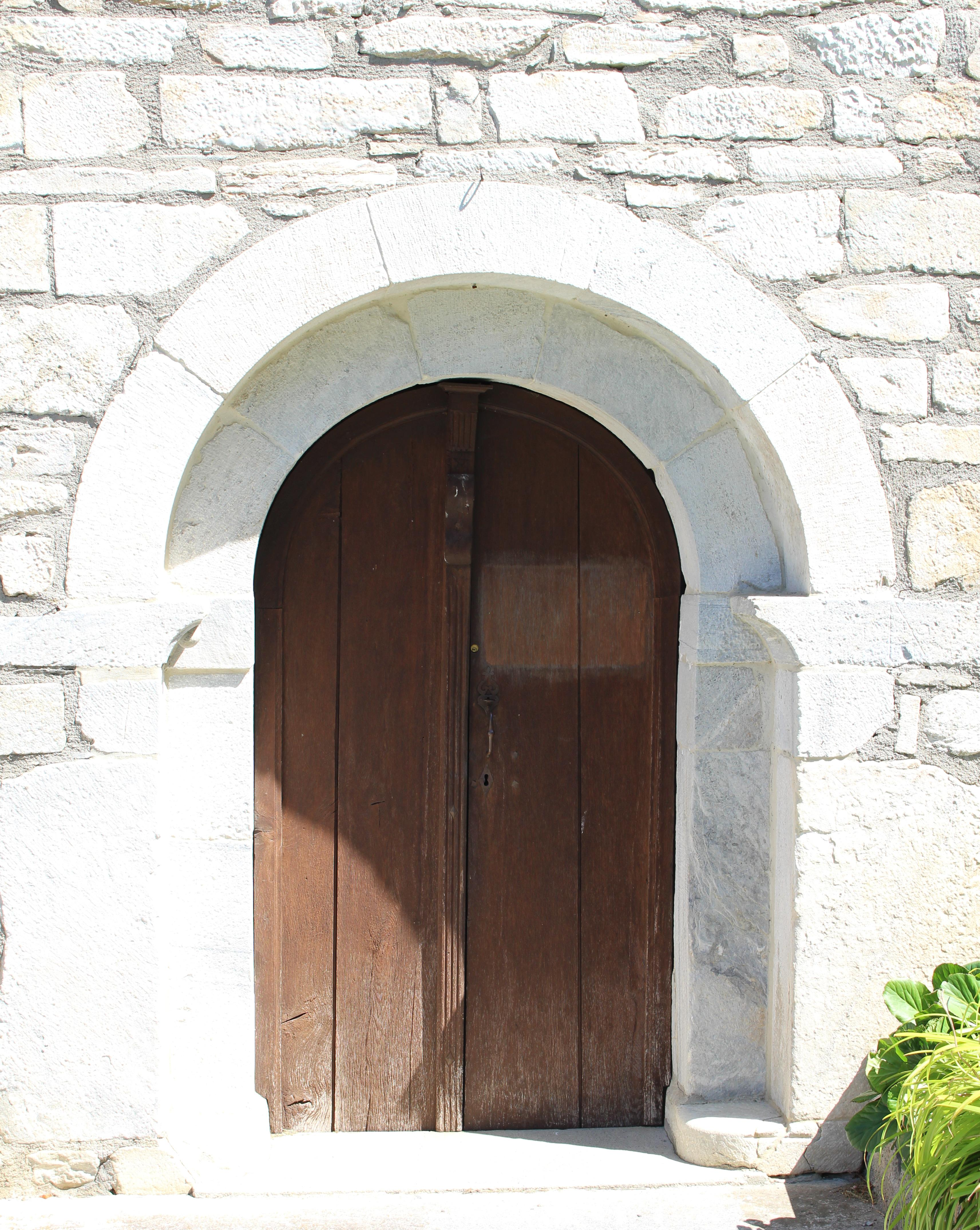
Eingangsportal
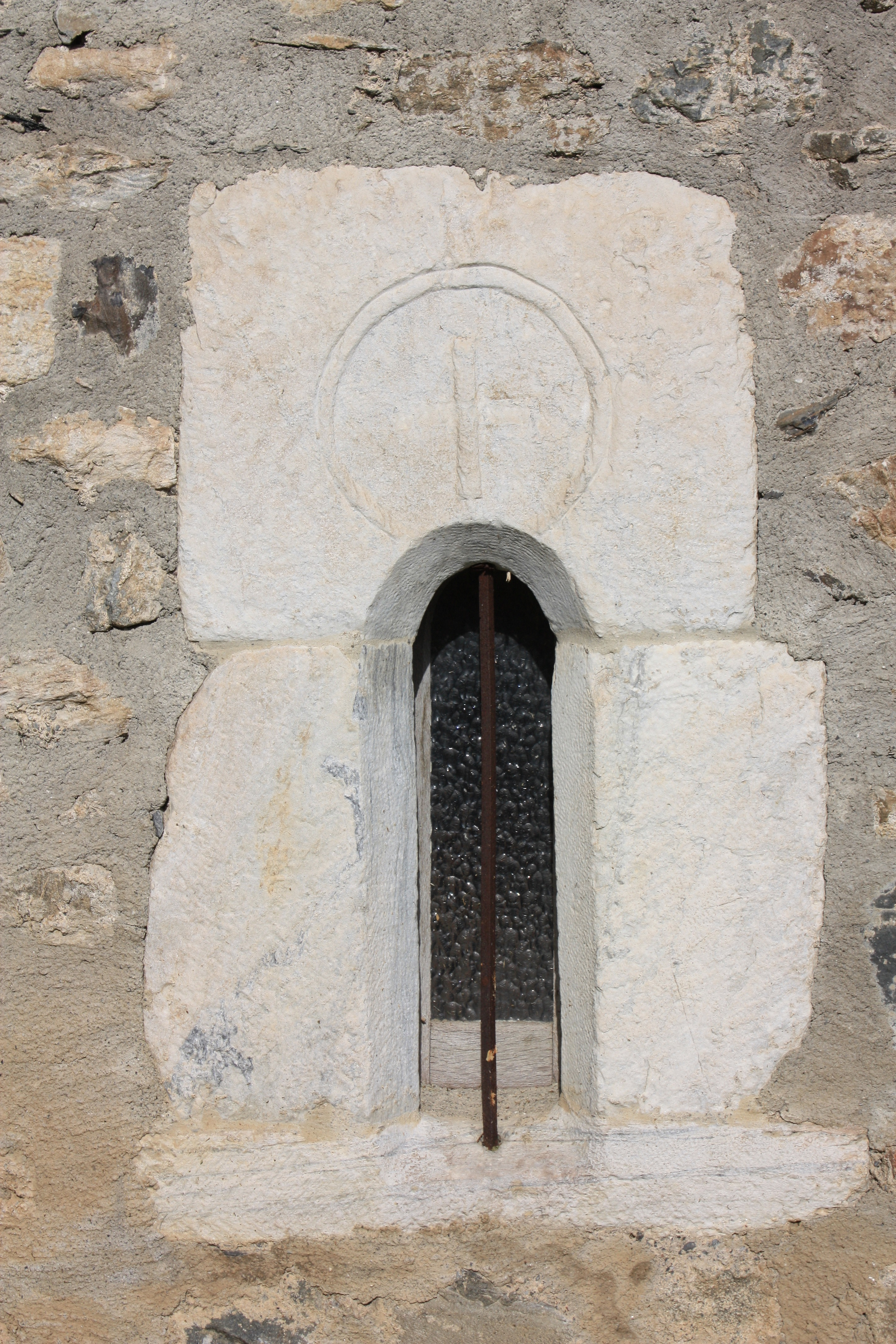
Fenster mit Christusmonogramm

### Weitere Sehenswürdigkeiten
- Brunnen mit Wasserbecken aus dem 17. Jahrhundert
- Bauernhaus Rouys, errichtet im Jahr 1813
- Drei Flurkreuze, von denen zwei auf die Jahre 1805 und 1900 datiert sind

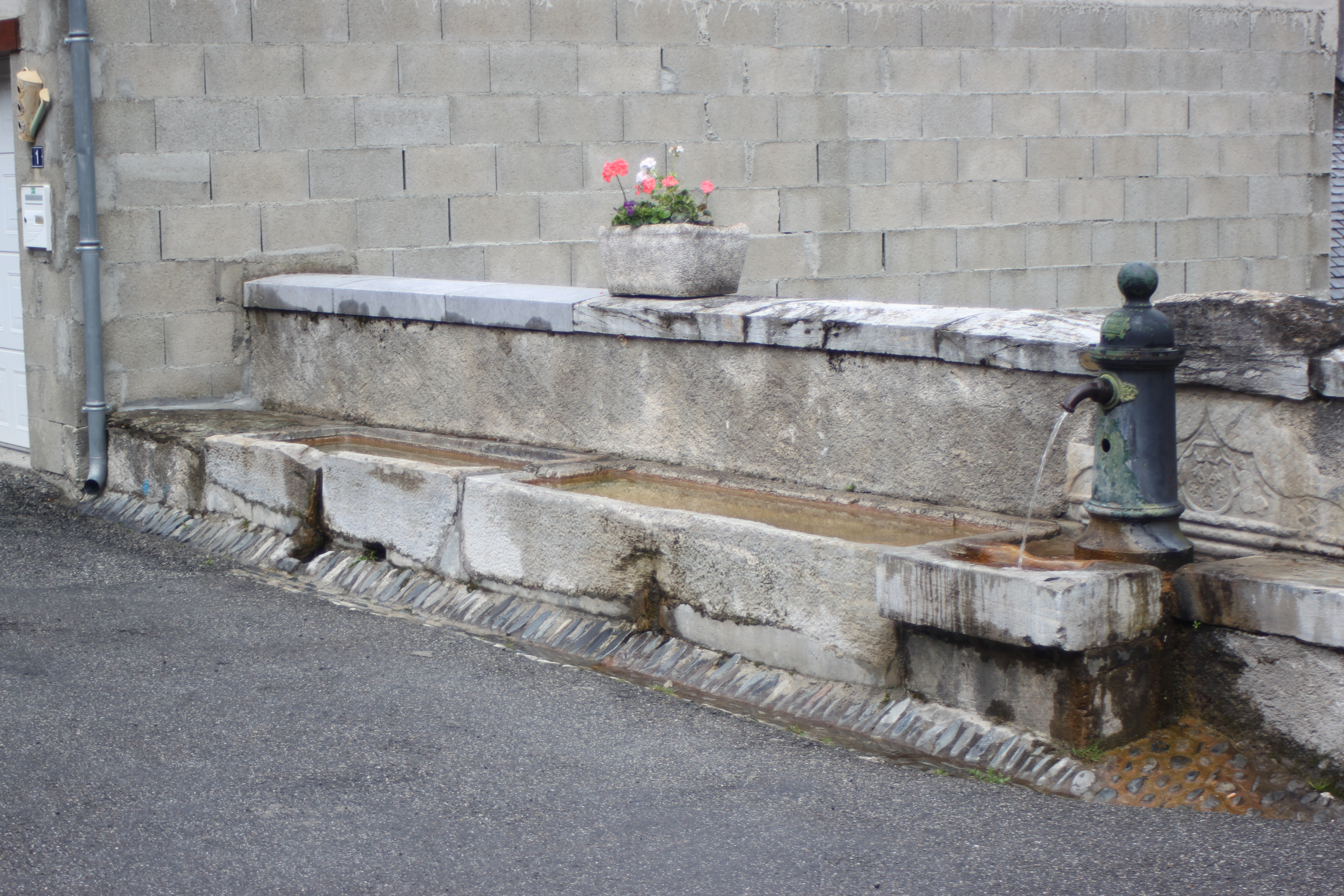
Brunnen mit Wasserbecken
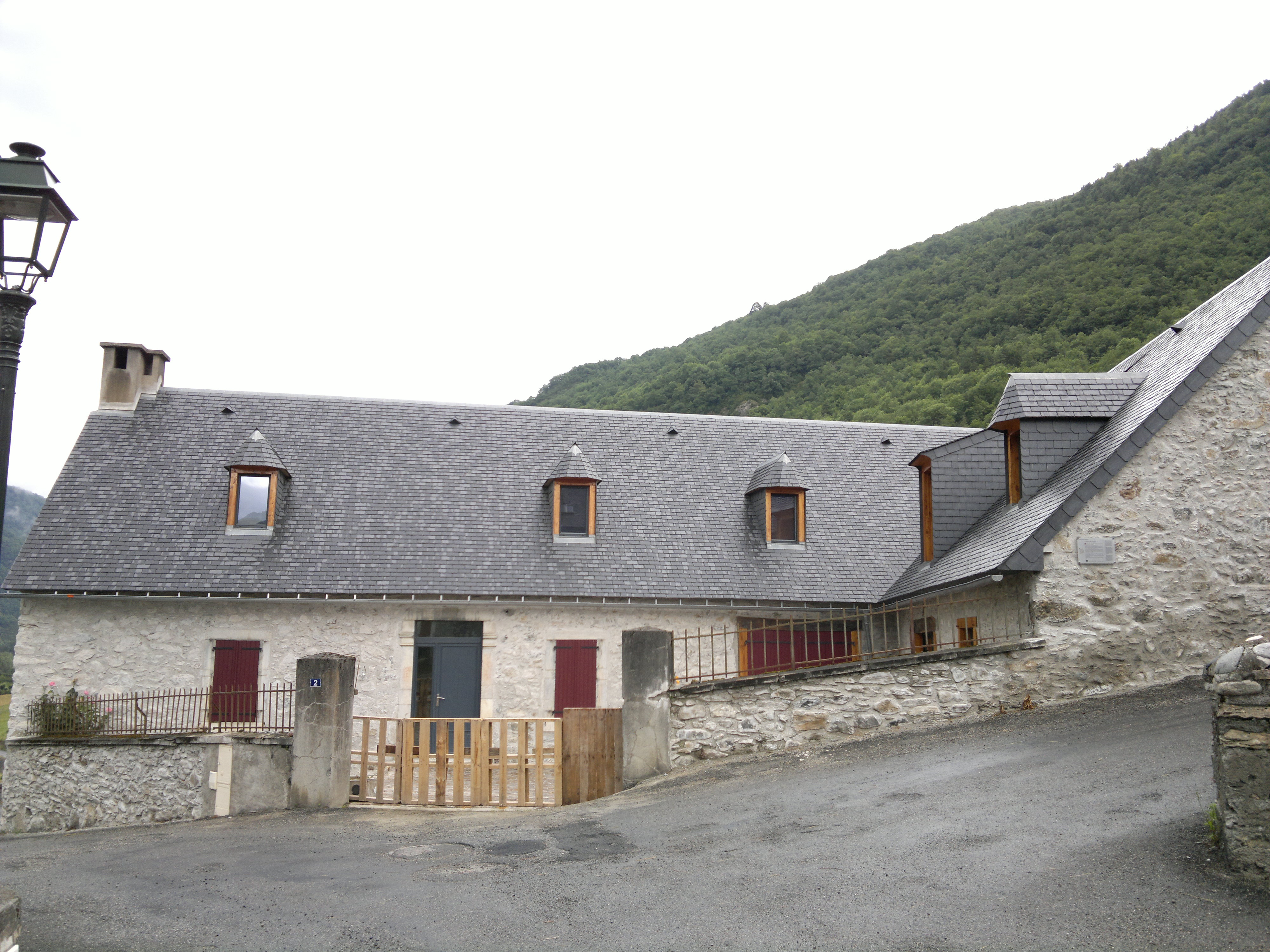
Bauernhaus Rouys

## Wirtschaft und Infrastruktur
Grézian liegt in den Zonen AOC der Schweinerasse Porc noir de Bigorre und des Schinkens Jambon noir de Bigorre.

### Verkehr
Grézian ist erreichbar über die Routes départementales 19 und 30, die von der Route départementale 929, der ehemaligen Route nationale 129, abzweigen. Außerdem durchqueren die Routes départementales 25 und 155 das Gebiet der Gemeinde.